# Кубок Румунії з футболу 2021—2022
Кубок Румунії з футболу 2021–2022 — 84-й розіграш кубкового футбольного турніру в Румунії. Титул вперше здобув Сепсі.

## Календар
| Раунд           | Дата                         | Матчі | Клуби     |
| --------------- | ---------------------------- | ----- | --------- |
| Перший раунд    | 28 липня 2021                | 40    | 152 → 112 |
| Другий раунд    | 11–18 серпня 2021            | 38    | 112 → 74  |
| Третій раунд    | 24 серпня – 1 вересня 2021   | 26    | 74 → 48   |
| Четвертий раунд | 7-8 вересня 2021             | 16    | 48 → 32   |
| 1/16 фіналу     | 21-23 вересня 2021           | 16    | 32 → 16   |
| 1/8 фіналу      | 27 жовтня 2021               | 8     | 16 → 8    |
| 1/4 фіналу      | 30 листопада - 2 грудня 2021 | 4     | 8 → 4     |
| 1/2 фіналу      | 20 квітня/11 травня 2022     | 4     | 4 → 2     |
| Фінал           | 19 травня 2022               | 1     | 2 → 1     |

## Регламент
У перших трьох раундах беруть участь клуби нижчих дивізіонів чемпіонату Румунії. Клуби провідного дивізіону стартують з 1/16 фіналу. На всіх стадіях окрім півфіналів, команди грають по одному матчу.

## 1/16 фіналу
| Команда 1                 | Рахунок      | Команда 2                     |
| ------------------------- | ------------ | ----------------------------- |
| 21 вересня 2021           |              |                               |
| Шомуз (Фелтічень) (3)     | 1:4          | Волунтарі                     |
| Мінаур (Бая-Маре) (3)     | 3:1          | КСМ Політехніка Ясси (2)      |
| Петролул (2)              | 0:1          | ФК У Крайова 1948             |
| Міовень                   | 0:0 пен. 4:5 | Рапід (Бухарест)              |
| 22 вересня 2021           |              |                               |
| Арджеш                    | 0:0 пен. 4:2 | Ботошані                      |
| Слатіна (3)               | 1:2          | Дунеря (Келераші) (2)         |
| Чиксереда (3)             | 0:1          | Кіндія (Тирговіште)           |
| Уніря (Слобозія) (2)      | 0:1          | АСУ Політехніка Тімішоара (2) |
| Конкордія (2)             | 0:1          | Газ Метан                     |
| Бузеу (2)                 | 2:1          | Академіка (Клінчень)          |
| Клуб Атлетік Орадя (3)    | 0:1          | Германнштадт (2)              |
| Фарул (Констанца)         | 0:1          | Сепсі                         |
| Хунедоара (3)             | 3:5 дч       | ФКСБ                          |
| 23 вересня 2021           |              |                               |
| КСО Філіаші (4)           | 1:0          | УТА Арад                      |
| Ріпенсія (2)              | 0:1          | Динамо (Бухарест)             |
| КС Університатя (Крайова) | 1:0          | ЧФР (Клуж-Напока)             |

## 1/8 фіналу
| Команда 1                     | Рахунок      | Команда 2                 |
| ----------------------------- | ------------ | ------------------------- |
| 26 жовтня 2021                |              |                           |
| Газ Метан                     | 0:1          | Кіндія (Тирговіште)       |
| Германнштадт (2)              | 2:2 пен. 3:4 | КСО Філіаші (4)           |
| Динамо (Бухарест)             | 1:2          | Арджеш                    |
| 27 жовтня 2021                |              |                           |
| Мінаур (Бая-Маре) (3)         | 0:4          | КС Університатя (Крайова) |
| Волунтарі                     | +:-          | ФКСБ                      |
| 28 жовтня 2021                |              |                           |
| АСУ Політехніка Тімішоара (2) | 2:0          | Рапід (Бухарест)          |
| Бузеу (2)                     | 3:0          | Дунеря (Келераші) (2)     |
| ФК У Крайова 1948             | 0:1          | Сепсі                     |

## 1/4 фіналу
| Команда 1                     | Рахунок      | Команда 2                 |
| ----------------------------- | ------------ | ------------------------- |
| 30 листопада 2021             |              |                           |
| Кіндія (Тирговіште)           | 1:2          | Сепсі                     |
| 1 грудня 2021                 |              |                           |
| АСУ Політехніка Тімішоара (2) | 0:0 пен. 4:5 | Арджеш                    |
| Бузеу (2)                     | 0:1          | Волунтарі                 |
| 2 грудня 2021                 |              |                           |
| КСО Філіаші (4)               | 0:3          | КС Університатя (Крайова) |

## 1/2 фіналу
| Команда 1                | Заг. | Команда 2                 | 1-й матч | 2-й матч |
| ------------------------ | ---- | ------------------------- | -------- | -------- |
| 19 квітня/11 травня 2022 |      |                           |          |          |
| Волунтарі                | 3:0  | Арджеш                    | 2:0      | 1:0      |
| 20 квітня/12 травня 2022 |      |                           |          |          |
| Сепсі                    | 3:1  | КС Університатя (Крайова) | 2:1      | 1:0      |

## Фінал
| 19 травня 2022 20:30 (EEST) |

| Сепсі                 | 2:1      | Волунтарі      |
| --------------------- | -------- | -------------- |
| - Штефанеску 22', 38' | Протокол | - Мерлой 90+5' |

| «Рапід Арена», Бухарест Глядачів: 8 100 Арбітр: Себастян Колцеску |